# Tragedija v kleti
Tragedija v kleti je prva resna Čufarjeva drama iz leta 1931. To je zgodba iz proletarskega življenja z ljubezenskim zapletom in žalostnim koncem.

## Objava in uprizoritve
Delo ni bilo objavljeno, tiskopis pa hrani Slovenski gledališki muzej v Ljubljani. Drama je bila uprizorjena leta 1931 na Delavskem odru na Jesenicah.

## Osebe
- Marina
- Florijan, hišni gospodar
- Davorin, delavec
- Anica, njegova žena
- Vinko, Davorinov prijatelj
- Florijanova žena

## Vsebina
Glavni osebi sta ženski, moralno oporečna Marina, ki se vdaja Florijanu, hišnemu gospodarju z bolno ženo in tenkočutna Anica, žena delavca Davorina, ki se gospodarjevemu prigovarjanju ves čas upira, čeprav težko živi ob možu pijancu. Ponovno vzljubi Vinka, moževega prijatelja, ki ga je Davorin pripeljal v njuno stanovanje. Vinko in Anica skleneta pobegniti in zaživeti novo življenje. V stiski Vinko okrade Florijana, za tatvino pa obdolžijo Davorina. Ko ta pobegne iz ječe, spozna ženino in Vinkovo razmerje. Med prepirom zabode Vinka. Obupana Anica zbeži in z otrokom v naročju skoči v vodo. Prepozno očita Vinku, da je nedolžnega Davorina spravil v zapor, njene sanje pa zaigral.

## Kritike in poročila
- Bogo Teply: Vprizoritev Čufarjeve "Tragedije v kleti" v Delavskem odru na Jesenicah. Svoboda 3/9 (1931). 334–335.